# Эйкозапентаеновая кислота
Эйкозапентаеновая кислота (ЭПК), англ. Eicosapentaenoic Acid (EPA), или тимнодоновая кислота — полиненасыщенная жирная кислота (ПНЖК) класса омега-3, входит в состав липидов большинства тканей животных, относится к незаменимым жирным кислотам. Один из главных компонентов комплексных липидов. Большое количество ЭПК содержится в рыбных жирах, морских моллюсках, диатомовых и бурых водорослях. В пищевой рацион человека ЭПК поступает с жирной рыбой (сельдью, скумбрией, лососем, сардинами или печенью трески), пищевыми морскими водорослями, содержится в грудном молоке. 

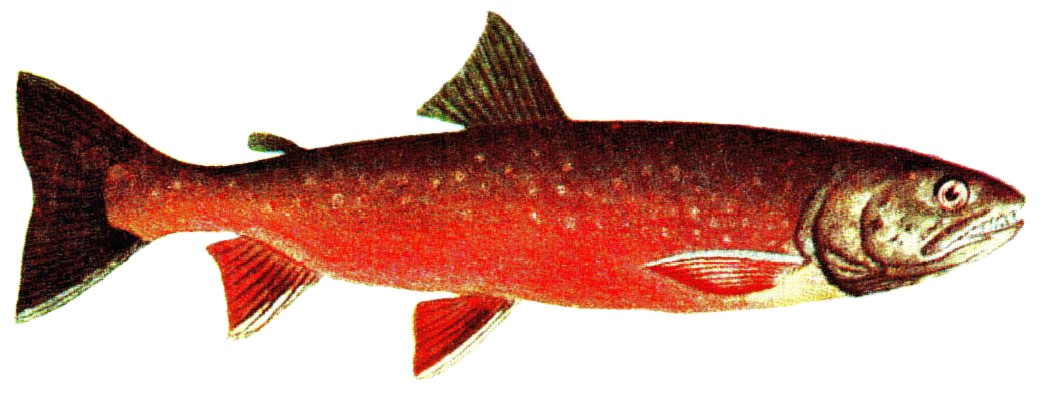
Арктический голец, источник ПНЖК омега-3, богатый ЭПК

Суточные нормы потребления ДГК и ЭПК не установлены FDA. Суточная норма потребления в России составляет 250 мг для детей  и 600 мг для взрослых. В нормативных документах также установлены общие рекомендуемые нормы для Омега-3 и Омега-6 НПЖК.